# Тарасівська волость (Куп'янський повіт)
Тарасівська волость — історична адміністративно-територіальна одиниця Куп'янського повіту Харківської губернії з центром у слободі Тарасівка.
Станом на 1885 рік складалася з 3 поселень, 3 сільських громад. Населення — 8925 осіб (4543 чоловічої статі та 4382 — жіночої), 1296 дворових господарств.
|                    | Площа, десятин | У тому числі орної, дес. |
| ------------------ | -------------- | ------------------------ |
| Сільських громад   | 18591          | 12052                    |
| Казенної власності | 3452           | 2299                     |
| Іншої власності    | 150            | 87                       |
| Загалом            | 22193          | 14438                    |

Поселення волості:
- Тарасівка — колишня державна слобода при річці Красна за 55 верст від повітового міста, 3645 осіб, 581 двір, православна церква, школа, 3 лавки, 2 ярмарки на рік.
- Маньківка — колишнє державне село, 1627 осіб, 211 дворів, православна церква, школа, 2 ярмарки на рік.
- Новочервона — колишня державна слобода при річці Красна, 3455 осіб, 504 двори, православна церква, школа, 3 лавки, 4 ярмарки на рік.